# Lesley Manville

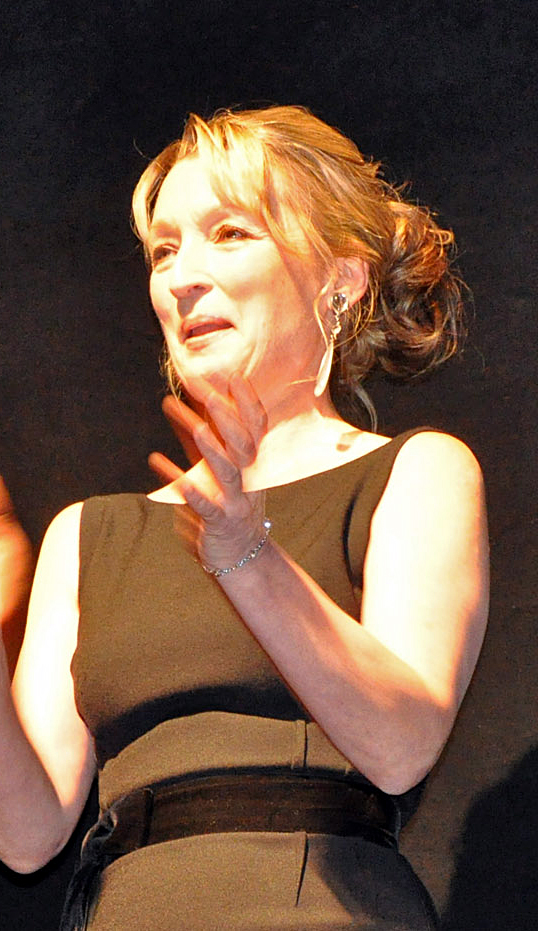
Lesley Manville auf dem Toronto International Film Festival (2010)

Lesley Ann Manville CBE (* 12. März 1956 in Brighton, England) ist eine britische Schauspielerin. Neben der Arbeit im Theater trat sie seit Mitte der 1970er Jahre in über 60 Film- und Fernsehproduktionen in Erscheinung. Bekanntheit erlangte sie vor allem durch ihre Zusammenarbeit mit Mike Leigh, unter anderem in Filmen wie Topsy-Turvy – Auf den Kopf gestellt, All or Nothing oder Another Year.

## Leben
Die Tochter eines Taxifahrers wuchs mit einer Schwester in Hove bei Brighton auf. Im Alter von acht Jahren begann Manville mit klassischem Gesang und trat als Jugendliche erfolgreich bei regionalen Gesangswettbewerben im Sopran an. Im Alter von 15 Jahren brach sie ihre Schulausbildung ab und wechselte auf die Schauspielschule Italia Conti in London, um sich zur Musicaldarstellerin ausbilden zu lassen. In dieser Zeit lehnte sie eigenen Angaben zufolge das Angebot der Choreografin und Tänzerin Arlene Philips ab, in deren Tanztruppe Hot Gossip mitzuwirken. Stattdessen begeisterte sich Manville für die Improvisation und gab ihr Theaterdebüt im Londoner West End mit einem Part in John Schlesingers Musical I and Albert (1972). Ab 1974 trat sie auch regelmäßig im britischen Fernsehen in Erscheinung, unter anderem mit der wiederkehrenden Rolle der Rosemary Kendall in 80 Folgen der Serie Emmerdale Farm (1974–1976).
Als Mitglied der Royal Shakespeare Company traf Manville 1979 das erste Mal auf den ebenfalls improvisationsfreudigen Regisseur Mike Leigh. Obwohl sich ein geplantes Theaterprojekt zerschlug, vertraute er ihr den Part der Mandy in seinem Fernsehfilm Grown-Ups (1980) an. Seine Arbeitsweise, ohne Drehbuch über einen längeren Probezeitraum hin eine Figur zu erforschen, kam ihr und ihrem Talent zugute. Leigh selbst lobte Manville später für ihre „unglaubliche Courage und Gefährlichkeit“. „Es ist großartig mit ihr zu arbeiten, weil sie wirklich an Plätze kommt, von denen es nicht möglich war zu träumen oder diese vorwegzunehmen“, so Leigh. Manville wiederum ließ verlauten, dass sie vor der Begegnung mit Leigh nicht gewusst hätte, was für eine Art Schauspielerin sie eigentlich sein wollte. „Ich spielte immer mich selbst – Es kam mir niemals in den Sinn, gar darüber nachzudenken Figuren zu spielen die nicht wie ich waren.“, so Manville. Nach Grown-Ups folgten unterschiedliche große Rollen in Leighs folgenden Projekten Dog Ends (1984), High Hopes (1988) oder Lügen und Geheimnisse (1996), während Manville den Part der Christine Keeler in Michael Caton-Jones’ Drama Scandal (1989) an ihre Landsfrau Joanne Whalley verlor.
Weitere Mentoren waren in den 1980er Jahren Max Stafford-Clark und Caryl Churchill am Londoner Royal Court Theatre, die Manville zu einer ernstzunehmenden Schauspielerin reifen ließen. „Sie zeigten mir, dass es nichts ausmachte, dass ich keine Intellektuelle war, das was ich zu geben hatte, war völlig gültig und wollten sie.“, so Manville. Sie übernahm im Laufe ihrer Bühnenkarriere sowohl Rollen in bekannten Stücken wie Choderlos de Laclos’ Gefährliche Liebschaften (als Cécile, 1985), Tschechows Drei Schwestern (als Natascha, 1990; Clarence Derwent Award 1991) und Henrik Ibsens Stützen der Gesellschaft (als Lona Hessel, 2005), als auch modernen Stoffen. Dazu zählen ihre Darstellung der Mrs. Coulter in His Dark Materials (2004), die Titelrolle in Pedro Almodóvars Alles über meine Mutter (2008) oder die Ouisa Kettridge in John Guares Six Degrees of Separation (2010). Manvilles Leistungen in All About My Mother und Rebecca Lenkiewicz’ Suffragetten-Drama Her Naked Skin (2008) brachten ihr Nominierungen für den Evening Standard Theatre Award ein.
Der Erfolg im Kino stellte sich durch die weitere Zusammenarbeit mit Leigh ein, der Manville in dem Historienfilm Topsy-Turvy – Auf den Kopf gestellt (1999) als hingebungsvolle und langmütige Ehefrau des Komponisten William Schwenck Gilbert (gespielt von Jim Broadbent) und in All or Nothing (2002) als eifrige Londoner Arbeiterfrau neben Timothy Spall besetzte. Für die letztgenannte Rolle erhielt sie 2003 den London Critics Circle Film Award als Beste britische Darstellerin zugesprochen. Nach einer kleineren Rolle in Leighs preisgekröntem Drama Vera Drake (2004) stellte sich der bisherige Höhepunkt in Manvilles Filmkarriere mit der Tragikomödie Another Year (2010) ein und markierte die neunte Zusammenarbeit mit Leigh. An der Seite von Ruth Sheen und Broadbent interpretierte sie die Figur der hysterischen Mary, einer alleinstehenden Alkoholikerin, die an ihrer Einsamkeit zu zerbrechen droht. Internationale Kritiker lobten Manvilles Darstellung, die ihr den US-amerikanischen National Board of Review Award und Nominierungen für den britischen BAFTA Award, British Independent Film Award und Europäischen Filmpreis einbrachten. Zu Manvilles über 40 Fernsehrollen zählen die taffe Werbefachfrau Hilary in der preisgekrönten Serie Holding On (1997), ihre Auftritte als lesbische Schullehrerin die ihre Sexualität verbirgt in den Serien Real Women und Real Women II (1998 und 1999) sowie ihre Interpretation der Margaret Thatcher in einer Episode der Serie The Queen (2009). 2022 verkörperte sie im Film Mrs. Harris und ein Kleid von Dior mit Isabelle Huppert, Lucas Bravo und Alba Baptista die Titelrolle der Ada Harris. Ebenfalls in 2022 verkörperte sie in der 5. Staffel von The Crown die britische Prinzessin Margaret, eine Rolle, die sie auch 2023 in der 6. und letzten Staffel der Serie spielen wird.
Manville war drei Jahre mit ihrem Schauspielkollegen Gary Oldman verheiratet, den sie bei den Dreharbeiten zum Fernsehfilm The Firm (1988) kennenlernte. Aus der Beziehung ging ein Sohn hervor, der bei ihr aufwuchs. Eine im Jahr 2000 geschlossene zweite Ehe mit dem britischen Schauspieler Joe Dixon, den sie bei den Dreharbeiten zur Serie Holding On (1997) traf, wurde nach vier Jahren geschieden. Manville lebt in West London.

## Theaterrollen (Auswahl)
| Jahr       | Theaterstück                          | Rolle                 | Bühne                                           |
| ---------- | ------------------------------------- | --------------------- | ----------------------------------------------- |
| 1978       | Savage Amusement                      |                       | Warehouse Theatre (London)                      |
| 1982       | Rita, Sue and Bob Too                 | Sue                   | Royal Court Theatre (London)                    |
| 1982       | Top Girls                             | Griselda/Nell/Jeanine | Joseph Papp Public Theater (New York)           |
| 1983       | Falkland Sound                        | Ehefrau               | Royal Court Theatre                             |
| 1985       | Les Liaisons dangereuses              | Cécile                | Royal Shakespeare Theatre (Stratford-upon-Avon) |
| 1987       | Serious Money                         |                       | Royal Court Theatre                             |
| 1987       | American Bagpipes                     | Sandra                | Royal Court Theatre                             |
| 1989       | The Cherry Orchard                    | Varya                 | Aldwych Theatre (London)                        |
| 1990       | How Now Green Cow                     | Girl                  | Royal Court Theatre                             |
| 1990       | Maydays                               | Burchills Sprecher    | Royal Court Theatre                             |
| 1990       | Three Sisters                         | Natasha               | Royal Court Theatre                             |
| 1990       | Miss Julie                            | Miss Julie            | Greenwich Theatre (London)                      |
| 1991       | Top Girls                             | Marlene               | Royal Court Theatre                             |
| 1994       | The Wives’ Excuse                     | Mrs. Wittwoud         | Swan Theatre (Stratford-upon-Avo)               |
| 2001       | King Lear                             |                       | Almeida Theatre (London)                        |
| 2004– 2005 | His Dark Materials I + II             | Mrs. Coulter          | National Theatre (London)                       |
| 2005       | Some Girls                            | Lindsay               | Gielgud Theatre (London)                        |
| 2005       | Pillars of the Community              | Lona Hessel           | National Theatre                                |
| 2006       | The Alchemist                         | Dol Common            | National Theatre                                |
| 2007       | All About My Mother                   | Manuela               | Old Vic Theatre (London)                        |
| 2008       | Her Naked Skin                        | Celia Cain            | National Theatre                                |
| 2010       | Six Degrees of Separation             | Ouisa Kittredge       | Old Vic Theatre                                 |
| 2011       | Grief                                 | Dorothy               | National Theatre                                |
| 2013 2016  | Ghosts                                | Helene Alving         | Almeida Theatre Brooklyn Academy of Music, NY   |
| 2016       | Long Day’s Journey into Night         | Mary Tyrone           | Bristol Old Vic                                 |
| 2018       | Eines langen Tages Reise in die Nacht | Caitlin Carnay        | Wyndham’s Theatre (London)                      |
| 2020       | Der Besuch der alten Dame             | Claire                | National Theatre                                |

## Filmografie (Auswahl)
- 1985: Dance with a Stranger
- 1987: Sammy und Rosie tun es (Sammy and Rosie Get Laid)
- 1988: The Firm (Fernsehfilm)
- 1988: High Hopes (Fernsehfilm)
- 1992: Bad Girl (Fernsehfilm)
- 1993: Vater nicht erwünscht (Goggle Eyes, Miniserie)
- 1996: Lügen und Geheimnisse (Secrets & Lies)
- 1997: Painted Lady (Fernsehfilm)
- 1998: Silent Witness (Fernsehserie, 2 Folgen)
- 1999: Topsy-Turvy – Auf den Kopf gestellt (Topsy-Turvy)
- 2000: David Copperfield (Fernsehfilm)
- 2002: All or Nothing
- 2004: Vera Drake
- 2004: North & South
- 2005: Mit offenen Karten (Agatha Christie’s Poirot; Folge: Cards on the Table)
- 2007: Sparkle
- 2007: Cranford (Fernsehserie)
- 2009: The Queen (Fernsehserie)
- 2009–2011: Law & Order: UK (Fernsehserie)
- 2010: Another Year
- 2010: Womb
- 2011: Inspector Barnaby (Fernsehserie, Episode 13×08 Gesund aber tot)
- 2013: Romeo und Julia (Romeo and Juliet)
- 2013: Christmas Candle – Das Licht der Weihnacht (The Christmas Candle)
- 2013: Ein Abenteuer in Raum und Zeit (An Adventure in Space and Time)
- 2014: Maleficent – Die dunkle Fee (Maleficent)
- 2014: Mr. Turner – Meister des Lichts (Mr. Turner)
- 2014: Fleming: Der Mann, der Bond wurde (Fleming: The Man Who Would Be Bond, Miniserie, 4 Folgen)
- 2015: Molly Moon (Molly Moon and the Incredible Book of Hypnotism)
- 2015: River (Fernsehserie)
- 2016: Rupture – Überwinde deine Ängste (Rupture)
- 2016–2019: Mum (Fernsehserie, 18 Episoden)
- 2017: Hampstead Park – Aussicht auf Liebe (Hampstead)
- 2017: Der seidene Faden (Phantom Thread)
- 2017–2019: Harlots – Haus der Huren (Harlots, Fernsehserie, 24 Episoden)
- 2019: Maleficent: Mächte der Finsternis (Maleficent: Mistress of Evil)
- 2019–2023: World on Fire (Fernsehserie, 13 Episoden)
- 2020: Die Misswahl – Der Beginn einer Revolution (Misbehaviour)
- 2020: Let Him Go
- 2022: Magpie Murders – Die Morde von Pye Hall (Magpie Murders, Fernsehserie, 6 Episoden)
- 2022: Life After Life (Miniserie, 4 Folgen, Stimme der Erzählerin)
- 2022: Mrs. Harris und ein Kleid von Dior (Mrs. Harris Goes to Paris)
- 2022–2023: The Crown (Fernsehserie, 17 Episoden)
- 2023: Citadel (Fernsehserie, 6 Episoden)
- 2024: Back to Black
- 2024: Disclaimer (Miniserie, 7 Episoden)
- 2024: Queer

## Auszeichnungen
Oscar
- 2018: Nominierung als Beste Nebendarstellerin für Der seidene Faden

British Academy Film Award
- 2011: Nominierung als Beste Nebendarstellerin für Another Year
- 2018: nominiert als Beste Nebendarstellerin für Phantom Thread

Europäischer Filmpreis
- 2010: nominiert als Beste Darstellerin für Another Year

Golden Globe Award
- 2023: Nominierung als Beste Hauptdarstellerin – Komödie/Musical für Mrs. Harris und ein Kleid von Dior

Weitere
British Independent Film Awards
- 2010: nominiert als Beste Nebendarstellerin für Another Year

Clarence Derwent Award
- 1991: Auszeichnung für ihre Rolle in dem Theaterstück Three Sisters

Evening Standard Theatre Award
- 2007: nominiert als Beste Darstellerin für All About My Mother
- 2008: nominiert als Beste Darstellerin für Her Naked Skin

Laurence Olivier Award
- 2012: nominiert als Beste Hauptdarstellerin für Grief

London Critics Circle Film Awards
- 2001: nominiert als Beste britische Nebendarstellerin des Jahres für Topsy-Turvy – Auf den Kopf gestellt
- 2003: Beste britische Hauptdarstellerin des Jahres für All or Nothing
- 2011: Beste britische Hauptdarstellerin des Jahres für Another Year
- 2018: Beste britische Nebendarstellerin des Jahres für Der seidene Faden

National Board of Review Award
- 2010: Beste Hauptdarstellerin für Another Year